# هجارة (الرضمة)

تعديل مصدري - تعديل

هجارة هي إحدى قرى عزلة البكرة بمديرية الرضمة التابعة لمحافظة إب، بلغ تعداد سكانها 275 نسمة حسب تعداد اليمن لعام 2004.